# Josef Helmschrott
Josef Helmschrott (* 1. Januar 1915 in Göggingen; † 14. September 2005 in Gersthofen) war ein deutscher Politiker (CSU).
Helmschrott besuchte die Oberrealschule in Augsburg, wo er 1935 das Abitur machte. Er trat in den Arbeitsdienst ein und studierte Philosophie und Geschichte in Dillingen und an der Universität München. 1938 wurde er zur Gebirgstruppe einberufen. Im Zweiten Weltkrieg wurde er mit der 1. Gebirgs-Division in Polen, Frankreich und Russland eingesetzt, ab 1942 war er bei einer Funkaufklärungs- und Entzifferungsabteilung in Südfrankreich und Nordafrika aktiv, zuletzt als Oberleutnant, von 1943 bis 1946 saß er in US-amerikanischer Kriegsgefangenschaft. Nach dem Krieg legte er eine Dolmetscher-Prüfung ab und war mit einer deutschen Gruppe in der Raketenentwicklung tätig.
Im Dezember 1946 wurde Helmschrott zum hauptamtlichen Bürgermeister der Stadtrandgemeinde Gersthofen gewählt. Im Jahr darauf trat er in die CSU ein. Er war Kreistagsmitglied, Fraktionsvorsitzender und Mitglied des Kreisausschusses sowie Kreisvorsitzender der CSU. Von 1954 bis 1974 war er Mitglied des Bayerischen Landtags.
1965 wurde er mit dem Bayerischen Verdienstorden ausgezeichnet.